# Alessio Maria Filippi
Alessio Maria Filippi OFMRef (chinesisch 董文芳; * 16. Dezember 1818 in Modena, Herzogtum Modena und Reggio; † 22. November 1888 in Yichang, Provinz Hubei) war ein italienischer, römisch-katholischer Bischof.

## Leben
Filippi legte am 23. Oktober 1837 seine Profess bei den Franziskaner-Reformaten ab. Um 1841 wurde er zu deren Priester geweiht.
Papst Pius IX. ernannte ihn im August 1870 zum Pro-Apostolischen Vikar von Hupeh. Am 11. September 1870 teilte der Papst das Apostolische Vikariat in drei Teile, Südwest, Nordwest und Ost. Am 25. Januar 1876 ernannte er ihn zum Apostolischen Vikar von Südwest-Hupeh sowie Titularbischof von Paneade. Eustachio Vito Modesto Zanoli OFMRef, Apostolischer Vikar von Ost-Hupeh, weihte ihn Wuchang zum Bischof. Bei der Weihe assistierten der spätere Heilige und Apostolischen Vikar von Süd-Hunan Antonino Fantosati OFMRef und Benjamin Christiaens OFMRef, der später Apostolische Vikar von Südwest-Hupeh.